# سیارک ۱۱۱۱۵
سیارک ۱۱۱۱۵ (به انگلیسی: 11115 Kariya، نامگذاری:1995WC7) یازده هزار و صد و پانزدهمین سیارک کشف شده‌است که در ۲۱ نوامبر ۱۹۹۵ کشف شد.
قدر مطلق سیارک برابر ۱۴٫۱۰ است.